# Assamskärtimalia
Assamskärtimalia (Napothera malacoptila) är en fågel i familjen marktimalior inom ordningen tättingar. Den är en liten och brun tätting med lång näbb och kort stjärt som lever i östra Himalaya i bergsskogar nära marken. Arten minskar i antal, men beståndet anses ändå vara livskraftigt.

## Utseende
Assamskärtimalian är en 12 cm lång brun och streckad fågel med mycket lång, något nedåtböjd näbb och mycket kort stjärt så att den nästan verkar sakna den. Den har ett mörkt mustaschstreck, fina beigefärgade spolstreck ovan och likfärgad bred streckning undertill.

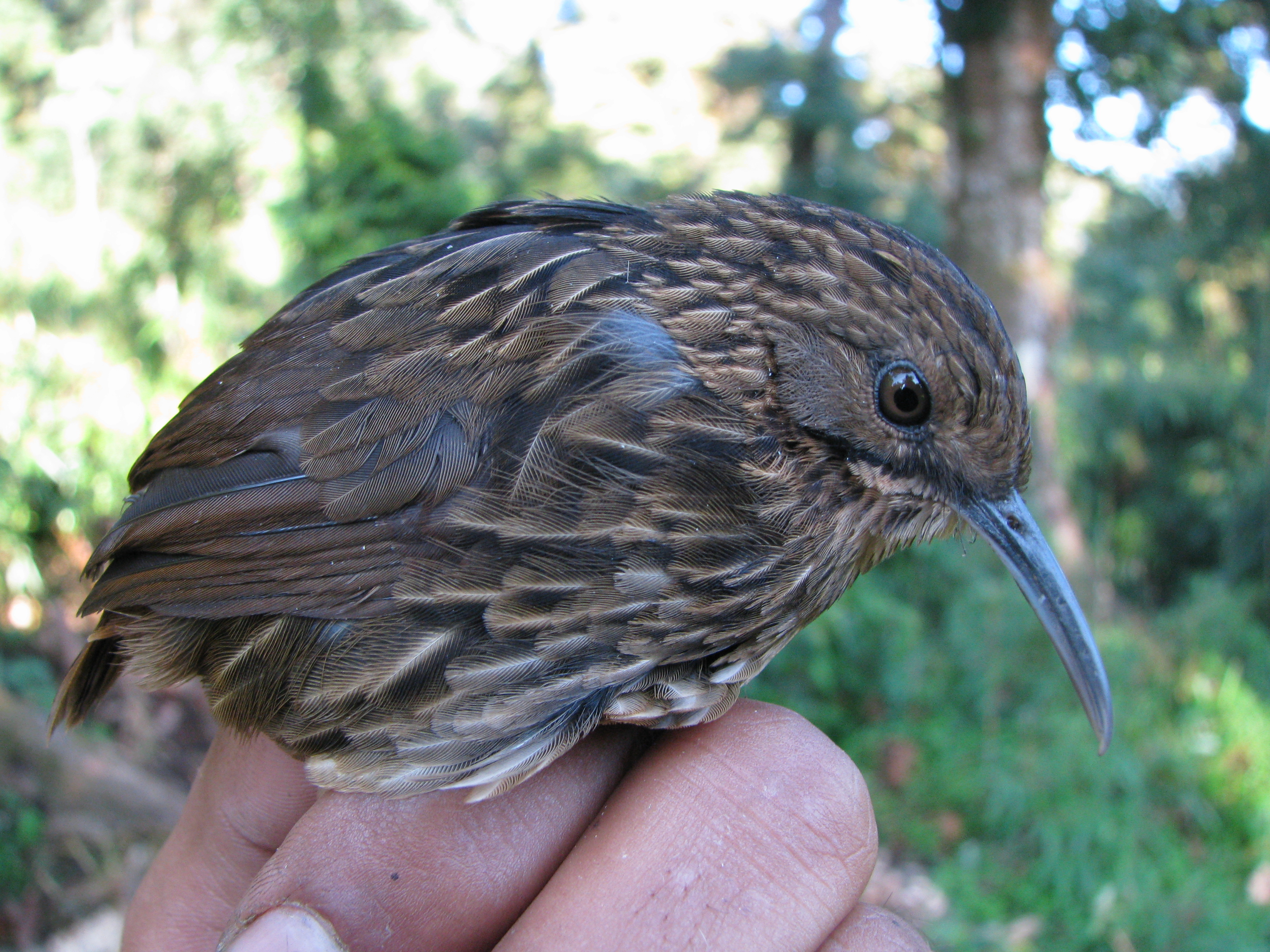

## Utbredning och systematik
Fågeln förekommer i östra Himalaya (Sikkim till östra Assam och nordöstra Myanmar). Den behandlas numera som monotypisk, det vill säga att den inte delas in i några underarter. Vitstrupig skärtimalia (Napothera pasquieri) behandlades dock tidigare, och i viss mån fortfarande, som en underart till malacoptila’'.

### Släktestillhörighet
Arten placerades tidigare i släktet Rimator, men det inkluderas efter genetiska studier numera i Napothera.

## Levnadssätt

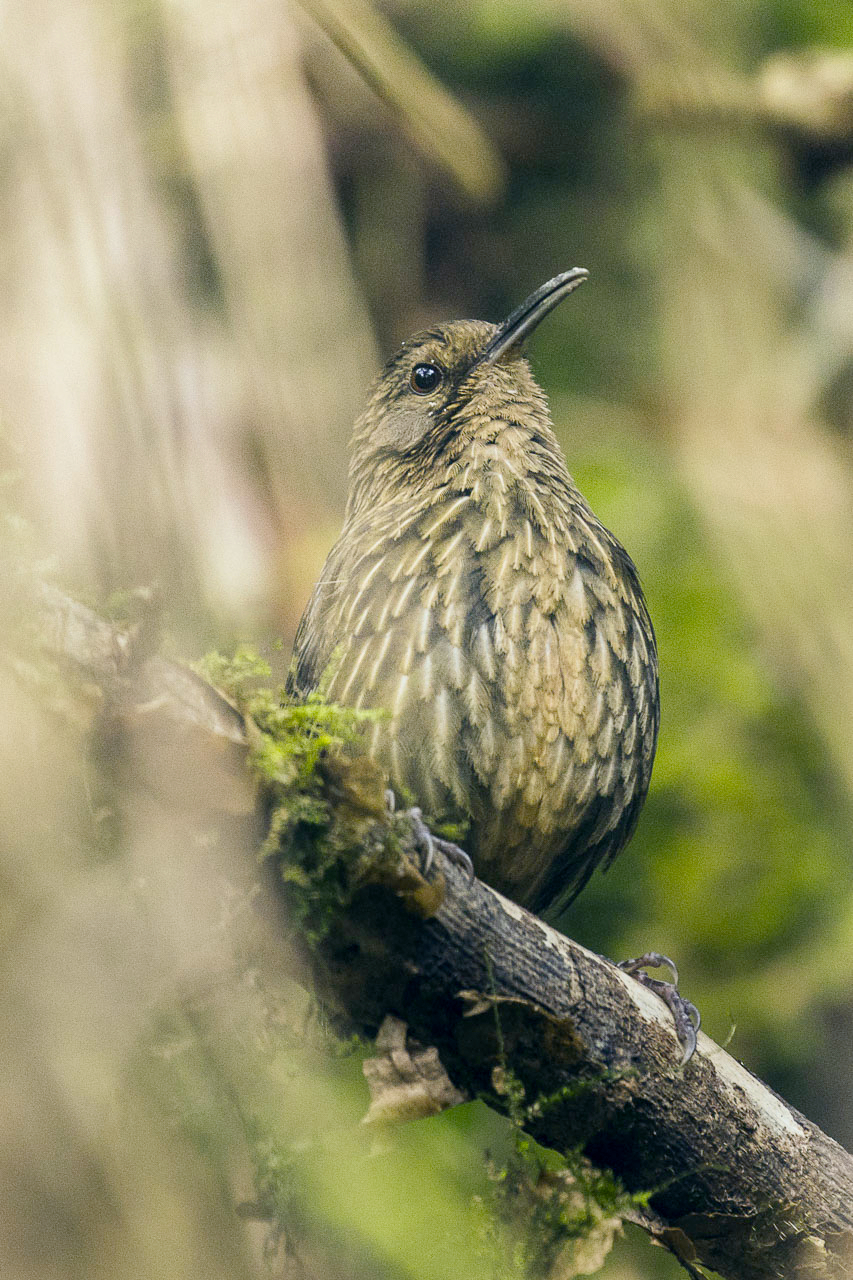

Assamskärtimalian hittas i städsegrön lövskog på mellan 900 och 2000 meters höjd. Den livnär sig av ryggradslösa djur. Fågeln ses i par och håller sig dold i undervegetation på eller nära marken. 

### Häckning
Häckningssäsongen sträcker sig från maj till juli i Indien. Boet är löst sammansatt av löv, gräs, rötter, ormbunksblad och växtstammar, format sfäriskt med en ingång överst. Det placeras på marken bland döda löv vid foten av ett stort träd. Däri lägger den fyra ägg.

## Status och hot
Arten har ett stort utbredningsområde och en stor population, men tros minska i antal, dock inte tillräckligt kraftigt för att den ska betraktas som hotad. Internationella naturvårdsunionen IUCN kategoriserar därför arten som livskraftig (LC).